# Кратеропа довгохвоста
Кратеро́па довгохвоста (Argya caudata) — вид горобцеподібних птахів родини Leiothrichidae. Мешкає на Індійському субконтиненті.

## Опис
Довжина птаха становить 23 см. Верхня частина тіла сіра або жовтувато-сіра, поцяткована темними смужками. Нижня частина тіла світліша, горло білувате. Дзьоб відносно довгий. Лапи жовтуваті.

## Підвиди
Виділяють два підвиди:

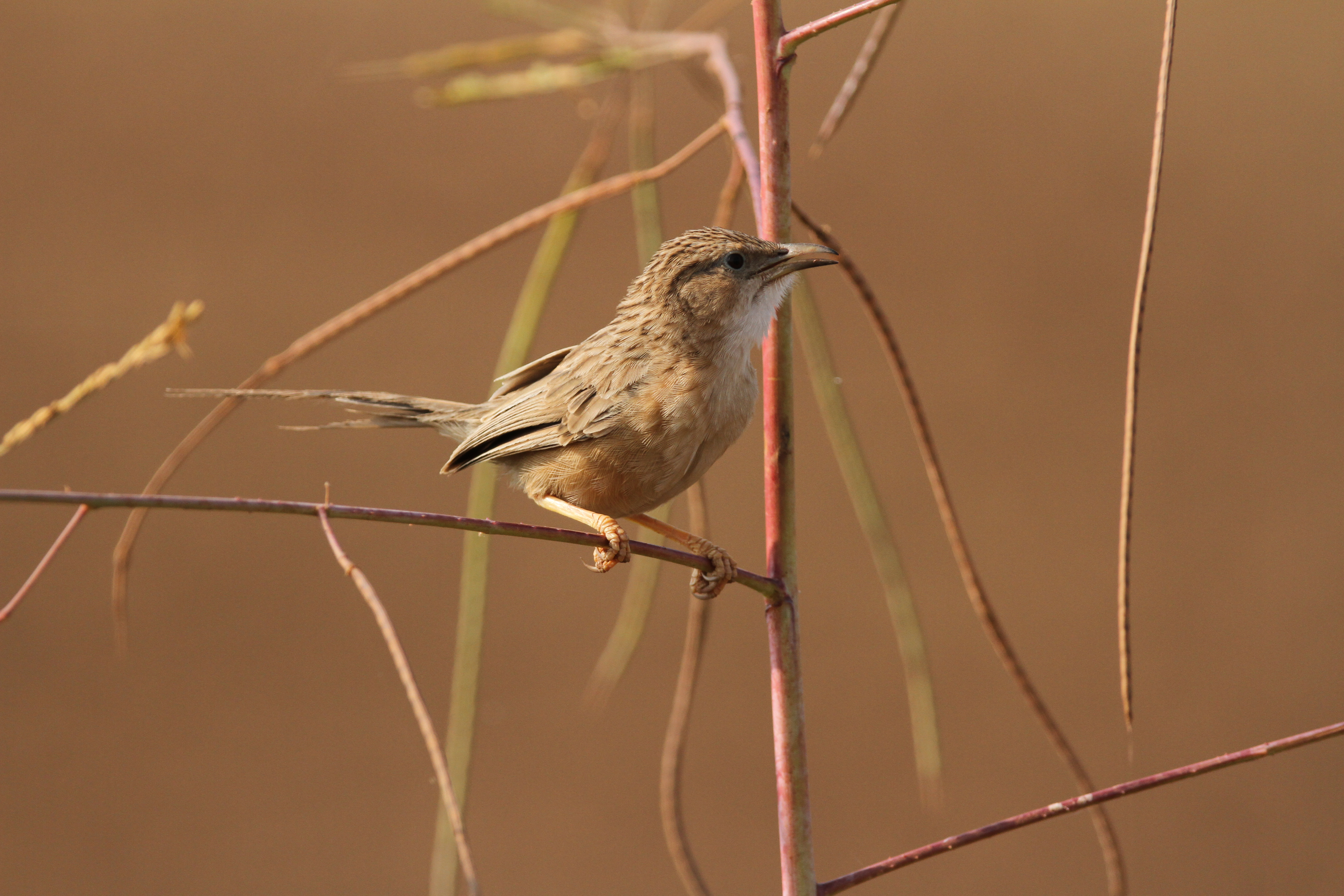
Довгохвоста кратеропа

- A. c. caudata (Dumont, 1823) — східний Пакистан, Індія (за винятком Гімалаїв і північного сходу), південно-західний Непал, острів Памбан[en] і острови Лакшадвіп;
- A. c. eclipes (Hume, 1877) — північний Пакистан (від Зхобу[en] до кордону з Кашміром).

Афганська кратеропа раніше вважалася конспецифічною з довгохвостою кратеропою.

## Поширення і екологія
Довгохвості кратеропи живуть в чагарникових заростях, на луках, полях, пасовищах, плантаціях і в садах. Зустрічаються в зграйках від 6 до 20 птахів. Живляться комахами, ягодами і зерном, зокрема ягодами Lantana і Capparis. Сезон розмноження триває з травня по липень. В кладці 2-3 бірюзово-синіх яйця. Інкубаційний період триває 13-15 днів. Довгохвості кратеропи іноді стають жертвами гніздового паразитизму строкатих і білогорлих зозуль. Довгохвостим кратеропам притаманне колективне виховання пташенят.